# Shangliyuan
Shangliyuan är en socken i nordvästra Kina. Den ligger i Huachi härad i Qingyang i provinsen Gansu,  omkring 350 kilometer öster om provinshuvudstaden Lanzhou. Antalet invånare är 4 647. Befolkningen består av 2 319 kvinnor och 2 328 män. Barn under 15 år utgör 18,0 %, vuxna 15-64 år 71 %, och äldre över 65 år 9,0 %.